# Weißgraue Lallemantie
Der Weißgraue Lallemantie (Lallemantia canescens) ist eine Pflanzenart aus der Gattung Lallemantia in der Familie der Lippenblütler (Lamiaceae).

## Beschreibung
Der Weißgraue Lallemantie ist eine ausdauernde, krautige Pflanze, die Wuchshöhen zwischen 20 und 50 Zentimetern erreicht. Sie ist mehr oder weniger stark weißgrau behaart. Die Deckblätter sind länger als breit, gewimpert und gezähnt. Die Krone ist violett, violettblau oder purpurn und 28 bis 40 Millimeter lang. Die Kronröhre ist länger als der Kelch.
Die Blütezeit reicht von Juni bis August.

## Verbreitung
Die Art kommt in Transkaukasien und von der östlichen Türkei bis zum westlichen Iran auf Felshängen, Geröll, Brachäckern und Wegrändern in Höhenlagen von 1300 bis 3250 Meter vor.

## Systematik
Lallemantia canescens wurde 1753 als Dracocephalum canescens von Carl von Linné in Species Plantarum, Band 2, Seite 595 erstbeschrieben. Friedrich Ernst Ludwig von Fischer und Carl Anton von Meyer übertrugen dieses Taxon 1840 in Index Seminum, Band VI, Seite 53 in die neue Gattung Lallemantia auf das heute gültige Taxon. Weitere Synonyme für Lallemantia canescens sind Dracocephalum azureum Boiss., Dracocephalum incanum Salisb. nom. illegit., Lallemantia azurea (Boiss.) Boiss. & A.Huet und Zornia canescens (L.) Moench.

## Nutzung
Der Weißgraue Lallemantie wird selten als Zierpflanze für Steingärten genutzt. Sie ist seit spätestens 1711 in Kultur. Die Sorte 'Albida' hat weiße bis rosa Blüten.